# Head Off
Head Off è il settimo e ultimo album in studio del gruppo musicale garage punk svedese The Hellacopters, pubblicato il 18 aprile 2008.
Il lavoro contiene brani cover di band underground semisconosciute al grande pubblico.

## Tracce
1. Electrocute - 2:43 (Carlsson)
2. Midnight Angels - 2:48 (Fransson, Sandstrom, Wind, Wolfbrandt, Hageras)
3. (I'm) Watching You - 2:13 (Burks, Cartwright, Drake, Fieldhouse, Silveroli)
4. No Salvation - 3:56 (Andersson, Karlsson, Bjornlund)
5. In the Sign of the Octopus - 3:05 (Ahlgren, Hallgren, Klemensberger, Wawrzeniuk)
6. Veronica Lake - 2:41 (Davidson, Reber, Weber, Randt)
7. Another Turn - 1:59 (Guttormsson)
8. I Just Don't Know About Girls - 3:28 (Spittles)
9. Rescue - 3:51 (Cole)
10. Making Up for Lost Time - 2:33 (Fate)
11. Throttle Bottom - 2:39 (Sims, Rick)
12. Darling Darling - 3:58 (Varmby, Drackes)

## Formazione
- Nicke Royale - voce, chitarra, percussioni
- Robert Dahlqvist - chitarra, voce
- Kenny Håkansson - basso
- Anders Lindström - organo, pianoforte, voce
- Robert Eriksson - batteria, voce